# 千家和也の特上生ワイド
千家和也の特上生ワイド（せんけかずやのとくじょうなまワイド）は、1989年10月7日から1991年9月28日までHBCラジオで放送されていたワイド番組。
前期は「海千山千」(うみせんやません)・後期は「海千山千如何にせん!」(うみせんやませんいかにせん)のサブタイトル名で放送、本項ではこれらについても説明。

## 概要
東京を拠点に活動していたワイド番組初挑戦である作曲家の千家和也を起用して放送開始。開始当初は午前のワイド番組であったが、1990年4月からは午後に移動した。番組では作曲家である千家がオリジナルの子守唄を作る「クレイドルソング」のコーナーがあった。

## 放送時間
- 土曜日 7:00 - 11:00 （1989年10月〜1990年3月）
- 土曜日 13:00 - 16:20 （1990年4月〜1991年3月）
- 土曜日 13:00 - 16:00 （1991年4月〜1991年9月）

## 出演者
- 千家和也
- 船越ゆかり
- 及出泰（YASU） （1990年4月『海千山千如何にせん!』から。土曜13時台〜16時台枠の前番組『クイズ・ワイド 知ってるが勝ち!!』から続投[3]）

## タイムテーブル

### 「海千山千」(1989年10月 - 1990年3月)
- 7:00 - オープニング
- 7:05 - ニュース
- 7:10 - 今週の特上やぶにらみ
- 7:20 - 週末特上レジャーガイド
- 7:25 - JALおでかけダイヤル
- 7:30 - 日刊スポーツ情報
- 7:43 - 天気予報・道路情報
- 7:50 - ニュース
- 8:00 - 日本全国8時です（TBSラジオ制作、JRN系列各局ネット番組）
- 8:15 - 朝の歳時記（中部日本放送東京支社制作、全国ネット番組）
- 8:20 - サラリーマン情報 （道路情報、「ちょっと気になるベスト10」など）
- 8:30 - フェリーガイド
- 8:33 - ミュージック・オン・ザ・ロード（文化放送制作、全国ネット番組）
- 8:45 - トピッカーリクエスト／ウィークエンドラッシュチェック
- 8:50 - 特上体験・こんなヤツ寄ってこい
- 8:55 - ニュース
- 9:00 - 特上この一曲
- 9:15 - 千家の歌謡教室
- 9:25 - まるい手帖
- 9:29 - 道路情報
- 9:34 - 天気予報
- 9:40 - ハートでトーク・あなたと話したい！
- 9:55 - ニュース
- 10:00 - 千家和也の海千山千 パートⅠ
- 10:26 - 道路情報
- 10:30 - 千家和也の海千山千 パートⅡ
- 10:50 - ラジオショッピング
- 10:55 - ニュース・エンディング

### 「海千山千如何にせん!」

#### 1990年4月 - 1990年9月
- 13:00 - 酔想庵雑記
- 13:40 - 天気予報
- 13:50 - 道路情報
- 13:53 - きょうの野菜卸売市況
- 13:55 - 道新ニュース
- 14:00 - 酔想庵雑記
- 14:10 - 男と女の身の下相談
- 14:30 - 千流川柳
- 14:40 - 海千山千おじゃません
- 14:50 - 道新ニュース
- 15:00 - 酔想庵雑記
- 15:10 - いい女捜しパートⅠ
- 15:15 - 海千山千誰にせん
- 15:30 - 海千山千お世話せん
- 15:50 - 天気予報
- 15:53 - 道新ニュース
- 16:00 - いい女捜しパートⅡ

#### 1990年10月 - 1991年3月
- 13:00 - オープニング
- 13:10 - 校歌3曲
- 13:15 - ケンケンガクガクパートⅠ
- 13:40 - 天気予報
- 13:50 - 道路情報
- 13:55 - 道新ニュース
- 14:00 - ケンケンガクガクパートⅡ
- 14:12 - 及出泰参上
- 14:15 - ケンケンガクガクパートⅢ
- 14:55 - 道新ニュース
- 15:00 - 及出泰参上
- 15:12 - 千流川柳
- 15:28 - 子守歌のコーナー
- 15:50 - 天気予報
- 15:53 - 道新ニュース
- 16:00 - 及出泰のいい女捜し

#### 1991年4月 - 1991年9月
- 13:00 - オープニング
- 13:05 - YASUの幸せのてんこ盛りパート1
- 13:35 - 今週の喜怒哀楽パート1
- 13:40 - 天気予報
- 13:50 - 道路情報
- 13:55 - 道新ニュース
- 14:00 - 今週の喜怒哀楽パート2
- 14:08 - 校歌を歌おうパート1
- 14:12 - YASUの幸せのてんこ盛りパート2
- 14:20 - 今週の喜怒哀楽パート3
- 14:50 - 校歌を歌おうパート2
- 14:55 - 道新ニュース
- 15:00 - YASUの幸せのてんこ盛りパート3
- 15:05 - 千流川柳
- 15:15 - クレイドルソング（子守歌）のコーナー
- 15:22 - 校歌を歌おうパート3
- 15:32 - 千流川柳／YASUのいい女捜し